# Procleomenes comatus
Procleomenes comatus är en skalbaggsart som beskrevs av Holzschuh 2008. Procleomenes comatus ingår i släktet Procleomenes och familjen långhorningar.
Artens utbredningsområde är Laos. Inga underarter finns listade i Catalogue of Life.